# Xã Downs, Quận McLean, Illinois
Xã Downs (tiếng Anh: Downs Township) là một xã thuộc quận McLean, tiểu bang Illinois, Hoa Kỳ. Năm 2010, dân số của xã này là 1.266 người.